# Carta del Commonwealth
La Carta del Commonwealth (in inglese: Charter of the Commonwealth) è una carta che stabilisce i valori del Commonwealth delle nazioni e l'impegno dei suoi 54 stati membri per l'uguaglianza dei diritti, la democrazia e così via. È stata proposta al CHOGM del 2011 a Perth, in Australia, adottata il 19 dicembre 2012 e firmata ufficialmente dalla regina Elisabetta II a Marlborough House, a Londra, durante il Commonwealth Day l'11 marzo 2013.
La Carta contiene un totale di sedici convinzioni fondamentali, vale a dire democrazia, diritti umani, pace e sicurezza internazionali, tolleranza, rispetto e comprensione, libertà di espressione, separazione dei poteri, stato di diritto, buongoverno, sviluppo sostenibile, protezione dell'ambiente, accesso alla salute, all'istruzione, al cibo e all'alloggio, uguaglianza di genere e importanza dei giovani nel Commonwealth, il riconoscimento dei bisogni dei piccoli Stati, il riconoscimento dei bisogni degli Stati vulnerabili e, infine, il ruolo della società civile.